# Vattenpolo vid medelhavsspelen 2009
Vattenpoloturneringen vid medelhavsspelen 2009 avgjordes mellan 30 juni och 5 juli i Centro Sportivo Le Naiadi i Pescara i Italien. Endast herrarnas vattenpoloturnering genomfördes. I herrarnas turnering tävlade åtta lag: Serbien, Spanien, Italien, Kroatien, Montenegro, Frankrike, Grekland och Turkiet.

## Medaljsummering
| Gren                          | Guld | Silver | Brons |
| Herrarnas vattenpoloturnering | Serbien · Milan Aleksić · Marko Avramović · Filip Filipović · Slavko Gak · Živko Gocić · Stefan Mitrović · Slobodan Nikić · Duško Pijetlović · Gojko Pijetlović · Andrija Prlainović · Nikola Rađen · Slobodan Soro · Vanja Udovičić | Spanien · Iñaki Aguilar · Albert Español · Iván Gallego · Xavier García · Mario García · Daniel López · Blai Mallarach · David Martín · Marc Minguell · Guillermo Molina · Iván Pérez · Felipe Perrone · Xavier Vallès | Italien · Matteo Aicardi · Fabrizio Buonocore · Alessandro Calcaterra · Maurizio Felugo · Niccolò Figari · Goran Fiorentini · Valentino Gallo · Alex Giorgetti · Andrea Mangiante · Federico Mistrangelo · Tommaso Negri · Valerio Rizzo · Stefano Tempesti |

## Placeringar
| \| Pl. \| Lag \| \| --- \| ---------- \| \| \| Serbien \| \| \| Spanien \| \| \| Italien \| \| 4. \| Kroatien \| \| 5. \| Montenegro \| \| 6. \| Frankrike \| \| 7. \| Grekland \| \| 8. \| Turkiet \| |            |
| Pl. | Lag        |
| | Serbien    |
| | Spanien    |
| | Italien    |
| 4. | Kroatien   |
| 5. | Montenegro |
| 6. | Frankrike  |
| 7. | Grekland   |
| 8. | Turkiet    |